# Station Cambron-Casteau
Station Cambron-Casteau is een spoorwegstation langs spoorlijn 90 (Jurbeke - Aat - Denderleeuw) in Cambron-Casteau, een deelgemeente van de gemeente Brugelette. Het is nu een stopplaats. Dierenpark Pairi Daiza ligt op wandelafstand van de stopplaats. Het station is integraal toegankelijk.

## Treindienst
| Serie       | Treinsoort            | Route                                                                                 | Bijzonderheden                                                                      |
| ----------- | --------------------- | ------------------------------------------------------------------------------------- | ----------------------------------------------------------------------------------- |
| L 4850      | L-trein (NMBS)        | Geraardsbergen – Aat – Cambron-Casteau – Bergen – [ Doornik – Moeskroen ] / [ Quévy ] | Rijdt op werkdagen Geraardsbergen-Moeskroen. Rijdt in weekends Geraardsbergen-Quèvy |
| P 7580/8580 | Piekuurtrein (NMBS)   | Aat – Cambron-Casteau – Bergen – Doornik                                              | Rijdt alleen op werkdagen. Een trein verder naar Doornik.                           |
| ICT 6935    | Toeristentrein (NMBS) | Bergen – Cambron-Casteau – Aat                                                        | Rijdt van april tot november.                                                       |

## Reizigerstellingen
De grafiek en tabel geven het gemiddeld aantal instappende reizigers weer op een week-, zater- en zondag.
| Tabel: aantal instappende reizigers station Cambron-Casteau | Tabel: aantal instappende reizigers station Cambron-Casteau | Tabel: aantal instappende reizigers station Cambron-Casteau | Tabel: aantal instappende reizigers station Cambron-Casteau |
|                                                             | Weekdag                                                     | Zaterdag                                                    | Zondag                                                      |
| ----------------------------------------------------------- | ----------------------------------------------------------- | ----------------------------------------------------------- | ----------------------------------------------------------- |
| 1977                                                        | 108                                                         | 18                                                          | 17                                                          |
| 1978                                                        | 112                                                         | 16                                                          | 13                                                          |
| 1979                                                        | 149                                                         | 31                                                          | 9                                                           |
| 1980                                                        | 118                                                         | 25                                                          | 23                                                          |
| 1981                                                        | 177                                                         | 29                                                          | 20                                                          |
| 1982                                                        | 114                                                         | 7                                                           | 7                                                           |
| 1983                                                        | 91                                                          | 2                                                           | 5                                                           |
| 1984                                                        | 126                                                         | 12                                                          | 21                                                          |
| 1985                                                        | 97                                                          | 10                                                          | 4                                                           |
| 1986                                                        | 98                                                          | 22                                                          | 11                                                          |
| 1987                                                        | 110                                                         | 21                                                          | 10                                                          |
| 1988                                                        | 84                                                          | 9                                                           | 13                                                          |
| 1989                                                        | 77                                                          | 11                                                          | 10                                                          |
| 1990                                                        | 78                                                          | 13                                                          | 6                                                           |
| 1991                                                        | 67                                                          | 10                                                          | 8                                                           |
| 1992                                                        | 67                                                          | 12                                                          | 7                                                           |
| 1993                                                        | 70                                                          | 13                                                          | 21                                                          |
| 1994                                                        | 109                                                         | 33                                                          | 37                                                          |
| 1995                                                        | 70                                                          | -                                                           | -                                                           |
| 1996                                                        | 68                                                          | -                                                           | -                                                           |
| 1997                                                        | 92                                                          | 25                                                          | 9                                                           |
| 1998                                                        | 92                                                          | 44                                                          | 17                                                          |
| 1999                                                        | 96                                                          | 57                                                          | 15                                                          |
| 2000                                                        | 89                                                          | 27                                                          | 35                                                          |
| 2001                                                        | 96                                                          | 12                                                          | 6                                                           |
| 2002                                                        | 77                                                          | 33                                                          | 32                                                          |
| 2003                                                        | 84                                                          | 28                                                          | 30                                                          |
| 2004                                                        | 67                                                          | 20                                                          | 22                                                          |
| 2005                                                        | 114                                                         | 30                                                          | 28                                                          |
| 2006                                                        | 88                                                          | 62                                                          | 20                                                          |
| 2007                                                        | 123                                                         | 59                                                          | 64                                                          |
| 2008                                                        | -                                                           | -                                                           | -                                                           |
| 2009                                                        | 95                                                          | 66                                                          | 38                                                          |
| 2010                                                        | -                                                           | -                                                           | -                                                           |
| 2011                                                        | -                                                           | -                                                           | -                                                           |
| 2012                                                        | 116                                                         | 52                                                          | 72                                                          |
| 2013                                                        | 149                                                         | 167                                                         | 115                                                         |
| 2014                                                        | 157                                                         | 104                                                         | 133                                                         |
| 2015                                                        | 117                                                         | 191                                                         | 137                                                         |
| 2016                                                        | 146                                                         | 172                                                         | 194                                                         |
| 2017                                                        | 239                                                         | 226                                                         | 255                                                         |
| 2018                                                        | 193                                                         | 372                                                         | 233                                                         |
| 2019                                                        | 156                                                         | 251                                                         | 146                                                         |
| 2020                                                        | 76                                                          | 94                                                          | 113                                                         |
| 2021                                                        | -                                                           | -                                                           | -                                                           |
| 2022                                                        | 225                                                         | 170                                                         | 180                                                         |
| 2023                                                        | 271                                                         | 405                                                         | 452                                                         |
| 2024                                                        | 241                                                         | 420                                                         | 207                                                         |

0,0: Denderleeuw ·
1,9: Iddergem ·
4,4: Okegem ·
7,5: Ninove ·
10,2: Eichem ·
12,1: Appelterre ·
13,4: Zandbergen ·
16,1: Idegem ·
17,8: Schendelbeke ·
21,7: Geraardsbergen ·
23,2: Overboelare ·
26,3: Acren · 
28,7: Lessen ·
29,8: Houraing ·
31,8: Papignies ·
33,5: La Cavée ·
35,4: Rebaix ·
39,9: Aat ·
42,1: Maffle ·
45,0: Mévergnies-Attre ·
46,5: Brugelette ·
48,3: Cambron-Casteau ·
52,1: Lens ·
55,6: Jurbeke ·
58,0: Erbisœul ·
66,7: Baudour ·
71,8: Saint-Ghislain